# Белфиоре
Белфио̀ре (на италиански: Belfiore; на венециански: Belfior, Белфиор) е малко градче и община в Северна Италия, провинция Верона, регион Венето. Разположено е на 26 m надморска височина. Населението на общината е 3144 души (към 2015 г.).